# Alexander Kircher

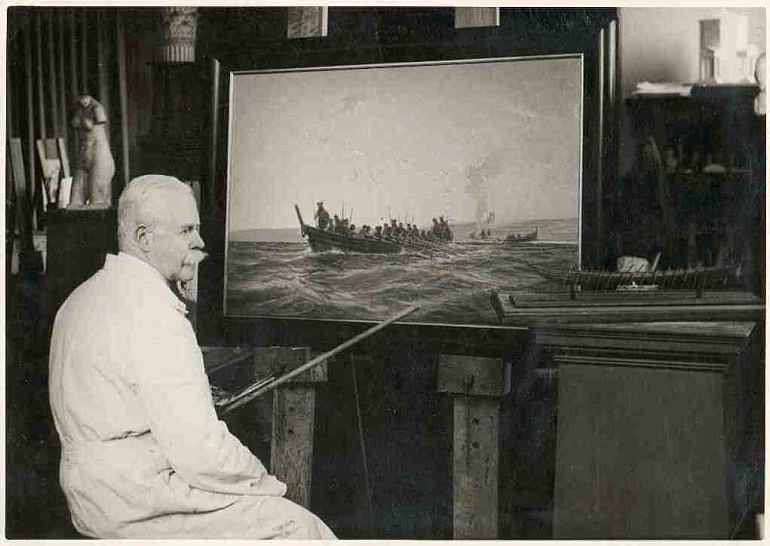
Alexander Kircher im Atelier, um 1935

Alexander Kircher (* 26. Februar 1867 in Triest; † 16. September 1939 in Berlin) war ein deutsch-österreichischer Marine- und Landschaftsmaler sowie Illustrator.

## Leben und Werk
Bereits als Knabe zeigte Kircher großes Interesse für den Schiffbau und entschloss sich daher, eine Seeoffizierslaufbahn in der K. u. k. Kriegsmarine einzuschlagen. Auf Grund einer Fußverletzung konnte dieser Wunsch jedoch nicht verwirklicht werden und so entschied er sich für das Studium der Malerei an der Berliner Akademie (ab 1888), wobei er sich von Beginn an maritimen Sujets zuwandte. Seine Lehrer waren Hans Fredrik Gude und Hermann Eschke.
Kircher unternahm ausgedehnte Studienreisen in ganz Europa, Asien und Nordamerika, bei denen eine Reihe bedeutender Gemälde, Zeichnungen und Illustrationen entstanden. – 1893 wirkte er an der malerischen Ausschmückung von Bauten auf der Weltausstellung in Chicago mit sowie an Panoramen und Dioramen des Marinemalers Hans von Petersen. Ferner betätigte sich Alexander Kircher als Illustrator für angesehene deutsche und ausländische Zeitschriften, wie etwa der Leipziger Illustrierten Zeitung oder der illustrierten Wochenschrift Reclams Universum (Leipzig), der Schriften des Österreichischen (Wien) und Deutschen Flottenvereines (Berlin) sowie den Wiener Verlag Jaques Philipp vorm. Philipp & Kramer, für den er die Postkartenserie Dalmatien und Istrien, u. a. mit Abbildungen der Schiffe der in Fiume ansässigen Reederei Adria, gestaltete. Zu erwähnen sind ferner Feldpost- und Ansichtskarten, die Kircher für das Österreichische Rote Kreuz, das Kriegsfürsorgeamt bzw. das Kriegshilfebüro erstellte. Daneben entstanden Ansichtskarten für den bekannten Wiener Künstlerpostkarten Verlag BKWI, den Verlag M. Munk in Wien, den Verlag von Kleinmayr & Bamberg in Laibach für den Weltpostverein, sowie den Kunstverlag Theodor Stroefer in dessen T.S.N.-Serie und den Verlag „Erste Uhrenfabrik, Hanns Konrad“, k.u.k. Hoflieferant in Brüx. – Unter die Rubrik Künstlerpostkarten fallen auch Arbeiten die Kircher für den Londoner Postkartenverlag Raphael Tuck & Sons im Zusammenhang mit dessen erfolgreicher Kunstpostkartenserie namens Oilette durchführte sowie für die Verlage Max Ettlinger & Co (The Royal Series) und Misch & Co., beide London. Der Rubrik Marinepostkarten sind solche zuzuordnen, die vom Reichsmarineamt in Berlin in einer Serie unter dem Namen: „Der europäische Krieg 1914/17“ herausgegeben wurden und die z. T. ebenfalls Kircher Bilder zeigen. Eine ebensolche Postkarten-Weltkrieg 1, Serie die verschiedene Kircher Bilder zeigt wurde vom bekannten Dresdner Photochromie Druckhaus und Verlag Nenke & Ostermaier herausgegeben. – Erwähnenswert ist ferner, dass es von einzelnen Kircherbildern Gemälde-Replikationen gibt, von denen sich einige in Museen wieder finden.
Manchmal griff Kircher einige aus seiner Sicht sicherlich populäre Themen in sehr ähnlichen Bildern auf, so beispielsweise das Bildnis der Fregatte Radetzky. Das Gemälde erlangte eine gewisse Breitenwirkung, da es auf einer Postkarte des Österreichischen Flottenvereins abgebildet wurde. Ein sehr ähnliches Bild, bei dem die Fregatte aus einem anderen Blickwinkel gezeigt wird, befindet sich in Privatbesitz. Ein weiteres Beispiel ist das Thema eines auslaufenden Fischkutters, auf dessen Hauptsegel die Nummer 575 abgebildet ist. Hierzu sind mindestens vier verschiedene Gemälde bekannt, zwei zeigen nur den Kutter und die Küstenlandschaft, bei zwei weiteren Bildern gesellen sich zwei beziehungsweise drei am Ufer stehende und wirkende Frauen hinzu. Diese zuletzt genannte Serie entstand vermutlich in seiner letzten Lebensphase ab 1930.
Zwischen 1895 und 1900 lehrte er als Professor an der Kunstakademie in Triest und heiratete am 15. Oktober 1898 Romana Salmassi. Aus dieser Verbindung gingen drei Söhne und drei Töchter hervor. 1904 übersiedelte Kircher von Triest über einen kurzen Aufenthalt in Wien nach Dresden, wo er lt. Adressbuch von 1904 (S. 395) und 1905 (S. 410) wohnte und wo er sich als freier Künstler der dortigen Kunstgenossenschaft anschloss. Ferner gibt es aus dieser Zeit einen Schriftverkehr zwischen Kircher und dem in Dresden lebenden österreichisch-deutschen Maler, Restaurator und Fotograf Ermenegildo Antonio Donadini. – 1906 zog die Familie nach Moritzburg. – Laut Adressbuch 1922/23 wie auch 1931 wohnte Kircher danach in der Niederlößnitz in der heute denkmalgeschützten Villa Jagdweg 6, laut Adressbuch 1933 bis etwa 1935 wohnte er in Kötzschenbroda-Niederlößnitz in der Villa Zillerstraße 5. – Im Juni 1935 verstarb die Ehefrau von Alexander Kircher. Danach zog der Maler laut Adressbuch von 1939 nach Klotzsche in die Ludwig-Jahn-Straße 3 in ein Wohngebäude, das zur ehemaligen Luftkriegsschule Klotzsche gehörte.
Einflussreiche Mäzene aus Adel und Großindustrie – insbesondere der Seeschifffahrt – förderten den Künstler. An der Spitze standen dabei Kaiser Franz Joseph I. und Kaiser Wilhelm II., in deren Auftrag er zahlreiche Marine- und Flottenbilder der k.u.k. Kriegsmarine und deutschen Kriegsflotte malte. Aus dieser Schaffensperiode befinden sich mehrere Gemälde im Heeresgeschichtlichen Museum in Wien, unter anderem das monumentale Gemälde der Seeschlacht bei Lissa, das besonders hervorzuheben ist. Ein fast ebenso großes Exponat vom Passagierschiff Isonzo hängt an exponierter Stelle im Technischen Museum in Wien. – Aus dieser Periode gibt es ebenfalls eine bedeutende Sammlung von 19 Gemälden als Dauerausstellung auf Schloss Artstetten in Niederösterreich und dort im Marine-Zimmer des Erzherzog-Franz-Ferdinand-Museums. Eine ebensolche, aber mit 32 Werken noch umfangreichere Sammlung von Kircher Gemälden befindet sich in Kroatien, im Maritimen Museum von Split. Ferner stammen aus dieser Zeit zwei Gemälde, welche sich in den Räumlichkeiten des Marineverbands Wien, im Haus des ehemaligen Österreichischen Flottenvereins, befinden. Bei beiden Bildern bildet das Schlachtschiff Viribus Unitis den Mittelpunkt der Darstellung. – Darüber hinaus besitzt die Museumsstiftung Post und Telekommunikation MSPT (Museum für Kommunikation) in Frankfurt am Main, in ihrer Kunstsammlung 8 Kircher Exponate; siehe Lit. Hans-F. Schweers: Gemälde in deutschen Museen.
Kircher bewarb sich im April 1916 um Aufnahme in der Kunstgruppe des k.u.k. Kriegspressequartiers und beabsichtigte somit, als freiwilliger Kriegsmaler am Ersten Weltkrieg teilzunehmen. So wollte er an der Isonzofront, in Triest und Pola eine Reihe von Bildern malen, die für die Neue Hofburg bestimmt waren. Dieses Gesuch wurde jedoch ebenso wie ein nochmaliges vom November 1917 vom Armeeoberkommando abgelehnt.

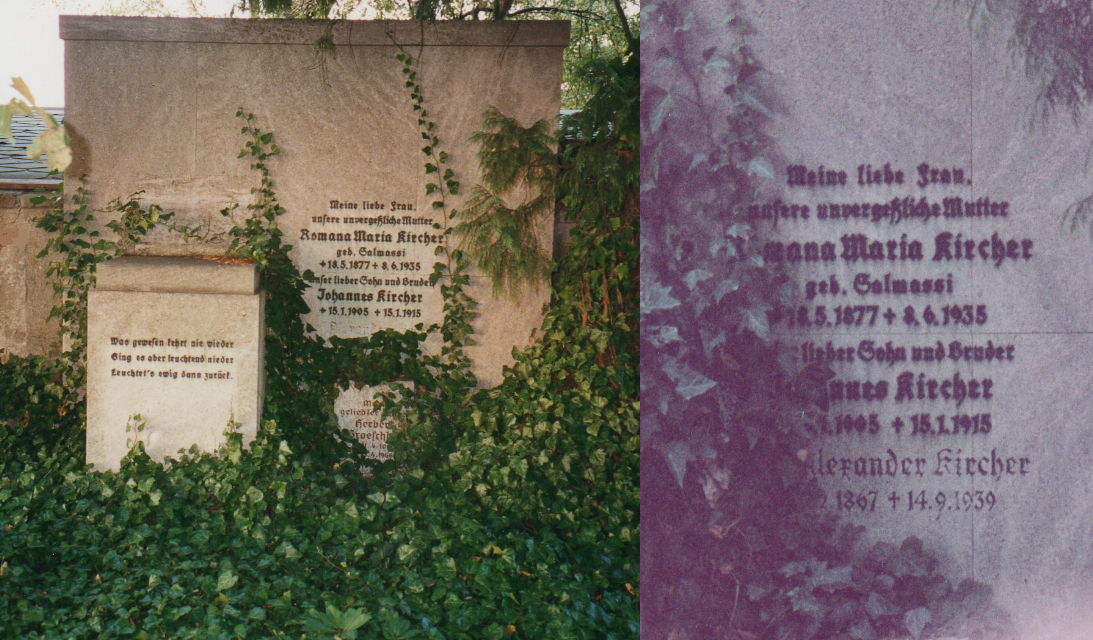
Familiengrab der Kirchers auf dem Friedhof von Moritzburg (1995)

In der Zwischenkriegszeit hielt Alexander Kircher den Wiederaufbau der deutschen Handels- und Kriegsmarine in mehreren Gemälden fest. Auf vielen Passagier- und Kriegsschiffen waren in den Repräsentationsräumen Gemälde von Kirchers Hand vorzufinden, die der Künstler in den allermeisten Fällen mit „ALEX.KIRCHER“ signierte. In den Reedereien und Werften haben einige seiner Werke die Kriegswirren überstanden (zum Beispiel Norddeutscher Lloyd Bremen und HAPAG Hamburg). Sein Lebenswerk beschloss Kircher mit einer Serie von einhundert Gemälden, die die Entwicklung der deutschen Schifffahrt über ein Jahrtausend darstellten und die im Institut und Museum für Meereskunde MfM der Universität Berlin hingen. Der Verbleib der Werke ist bis dato ungeklärt, Reproduktionen sind als Bildtafelwerk (1934) sowie in Buchform (1939) erschienen. Inzwischen wurden 22 Bilder, von denen der überwiegende Teil aus der Sammlung des MfM stammt, im Archiv des Wehrgeschichtlichen Ausbildungszentrums der Marineschule Mürwik wiederentdeckt. Einzelstücke sind dort in der Kommandeursvilla zu besichtigen.
Kircher wurde im Familiengrab in Moritzburg beerdigt.

## Auszeichnungen
Alexander Kircher wurde mit dem Orden Isabellas der Katholischen – Titel: Caballero de la Real Orden de Isabel La Católica – ausgezeichnet, ein Orden für Verdienste um Kunst und Wissenschaft in Spanien. Er nahm ihn im Februar 1909 in der Spanischen Botschaft in Berlin entgegen.

## Medienresonanz
Am 18. November 2018 wurde eine Folge der Sendung Lieb & Teuer des NDR ausgestrahlt, die von Janin Ullmann moderiert und in Schloss Reinbek gedreht wurde. Darin wurde mit der Gemälde-Expertin Ariane Skora ein Ölgemälde besprochen, das zwei Friesinnen am Strand sowie einen Zweimaster zeigt und von Alexander Kircher um 1930 gemalt wurde. Dasselbe Gemälde wurde in der von Janin Ullmann und Hubertus Meyer-Burckhardt moderierten Sendung Lieb & Teuer: Wer bietet mehr? vom 29. Dezember 2019 mit der Gemälde-Expertin Ariane Skora auf Rittergut Remeringhausen besprochen und in der Sendung auch versteigert.

## Werke (Auszug)
- Die Seeschlacht bei Lissa. Öl auf Leinwand, 1918, 318 × 705 cm. Heeresgeschichtliches Museum, Wien.
- Internationale Flottendemonstration im Raum Dulcigno/Ulcinj (Süddalmatien). Öl auf Leinwand, 1880, 82,5 × 131 cm. Heeresgeschichtliches Museum, Wien.
- SMS Kaiserin Elisabeth. Öl auf Leinwand, 1895, 189 × 158 cm. Heeresgeschichtliches Museum, Wien.
- Aeroplan vor dem Abflug oder Start eines Doppeldeckers. Öl auf Karton, 32 × 48 cm. Heeresgeschichtliches Museum, Wien.
- Fregatte SMS Novara. Öl auf Leinwand, 118 × 100 cm. Heeresgeschichtliches Museum, Wien.
- Gefecht bei Helgoland. Öl auf Leinwand, 68 × 118 cm. Heeresgeschichtliches Museum, Wien.
- Passagierschiff Isonzo im Golf von Triest. Öl auf Leinwand, 1917, 300 × 690 cm, Inv.-Nr.: BPA-012797. Technisches Museum, Wien.
- Schiffe der Tegetthoffklasse, im Vordergrund SMS Viribus Unitis. Öl auf Leinwand, 96 × 150 cm. Österreichischer Marineverband, Wien.
- Stapellauf SMS Viribus Unitis. Öl auf Leinwand, 1910, 65 × 94 cm. Österreichischer Marineverband, Wien.
- SMS Erzherzog Karl. Öl auf Leinwand, 50 × 75 cm. Erzherzog-Franz-Ferdinand-Museum, Schloss Artstetten, Niederösterreich.
- Torpedofahrzeuge Wildfang und Ulan. Öl auf Leinwand, 95 × 140 cm. Erzherzog-Franz-Ferdinand-Museum, Schloss Artstetten, Niederösterreich.
- Kriegsschiff Kaiser Karl IV. Öl auf Leinwand, 1895, 88 × 150 cm. Heimatmuseum der Stadt Rovinj (Kroatien).
- Dampffregatte Radetzky. Öl auf Leinwand, 1898, 86 × 158 cm. Heimatmuseum der Stadt Rovinj (Kroatien).
- Dampfjacht Suzume. Öl auf Leinwand, 47 × 66 cm. Heimatmuseum der Stadt Rovinj (Kroatien).
- Die Karavellen von Kolumbo. Öl auf Leinwand, Ende 19. Jh., 227 × 387 cm. Rote Insel St. Andrea unter Betreuung des Heimatmuseums Rovinj, (Kroatien).
- Österreich-Ungarische Kriegsschiffe. Öl auf Leinwand, Ende 19. Jh., 227 × 387 cm. Rote Insel St. Andrea unter Betreuung des Heimatmuseums Rovinj, (Kroatien).
- Linienschiff USS Kentucky. Öl auf Karton, 1898, 32 × 47,5 cm. Maritimen Museum, Split (Kroatien).
- Postdampfer Pelikan. Öl auf Karton, 1891, 32 × 48 cm. Maritimen Museum, Split (Kroatien).
- Dampfschiff Carl Legien. Öl auf Leinwand, ca. 1923, 113 × 215 cm. Privatbesitz Deutsche Bahn AG.
- Die Kaiseryacht Hohenzollern eröffnet den Nord-Ostsee-Kanal. Öl auf Leinwand, 1895, 123 × 198 cm. Stadt- und Schifffahrtsmuseum, Kiel ~ Bild hängt in der alten Fischhalle an der Seegarten-Brücke.[14]
- Emden im Kampf. Öl auf Leinwand, um 1910, 101 × 150 cm. Stadtmuseum-Warleberger Hof, Kiel.
- Abendstimmung im Kieler Hafen. Öl auf Leinwand, 1929, 70 × 100 cm. Stadtmuseum-Warleberger Hof, Kiel.
- Kreuzerfregatten Stosch, Stein und Gneisenau. Öl auf Leinwand, 1938, 70 × 100 cm – sowie 22 Gemälde die aus der Sammlung des im Zweiten Weltkrieg zerstörten MfM stammen; siehe oben, Leben und Werke, Abs. 6, Textende; Marineschule Mürwik, Flensburg-Mürwik
- Romantische Seelandschaft Der Ozeanflug. Öl auf Leinwand 1928, 70 × 100 cm. Altes Rathaus, Bremen.
- Kabeldampfer Stephan vor Yap (Karolinen). Öl auf Leinwand, 1905, 99 × 148 cm. Museum für Kommunikation, vormals Bundespostmuseum, Frankfurt am Main.
- Beladung des Postdampfers Bremen. Öl auf Leinwand, 1934, 100 × 149 cm. Museum für Kommunikation, vormals Bundespostmuseum, Frankfurt am Main.
- Hamburger Hafen mit dem Postdampfer Cap Arcona. Öl auf Leinwand, 1932, 98 × 148 cm. Museum für Kommunikation, vormals Bundespostmuseum, Frankfurt am Main.
- Niederhafen mit Motorschiff Monte Sarmiento in Hamburg. Öl auf Leinwand, 1930, 200 × 336 cm. Museum für Hamburgische Geschichte, Hamburg.
- Österreichischer Kreuzer. Gouache, 45 × 64 cm, Internationales Maritimes Museum, Hamburg.
- Franz Ferdinand von Österreich bei einer Parade. Gouache, 30 × 43,5 cm, Internationales Maritimes Museum, Hamburg.
- Die drei Fregatten der Kurbrandenburgischen Flotte. Öl auf Leinwand, 70 × 100 cm, Internationales Maritimes Museum, Hamburg.
- Manöver. Mischtechnik, 48 × 65 cm, Internationales Maritimes Museum, Hamburg.
- Der Kleine Kreuzer Dresden in der Schlacht bei den Falklandinseln. Öl auf Leinwand, 80 × 110 cm, Belikov's Private Sammlung, Hamburg.
- NDL Dampfer Roland den Leuchtturm Roter Sand passierend. Öl auf Leinwand, 156 × 110,5 cm. Deutsches Schifffahrtsmuseum DSM, Bremerhaven.
- Dampfer Delos der Deutschen Levante-Linie. Gouache, 79 × 65 cm. Deutsches Schifffahrtsmuseum DSM, Bremerhaven.
- Hamburger Hafen. Öl auf Leinwand, 80 × 110 cm. Deutsches Schifffahrtsmuseum DSM, Bremerhaven.
- Österreichische Bark vor Gibraltar. Öl auf Leinwand, 1893, 70,5 × 145,5 cm. Sergej Mašera-Maritimes Museum, Piran (Slowenien).
- Brigantine[15] auf See. Öl auf Leinwand, 1892, 75 × 150 cm. Sergej Mašera-Maritimes Museum, Piran.
- SMS Budapest vor dem Hafen von Fiume. Grafik, um 1905, 35 × 57 cm. Maritimes und Historisches Museum von Kroatien Littoral, Rijeka (Kroatien).
- SMS Fasan. Öl auf Leinwand, 1897, 70 × 165 cm. Historisches Museum Istriens, Pula (Kroatien).
- Unbekanntes Österreich-Ungarisches Segelschiff. Öl auf Leinwand, 19. Jahrhundert, 70,5 × 100,5 cm. Historisches Museum Istriens, Pula (Kroatien).
- LZ 127 „Graf Zeppelin“ mit russischem Eisbrecher „Malygin“. Öl auf Leinwand, 1931, 81 × 121,8 cm. Zeppelin Museum, Friedrichshafen.

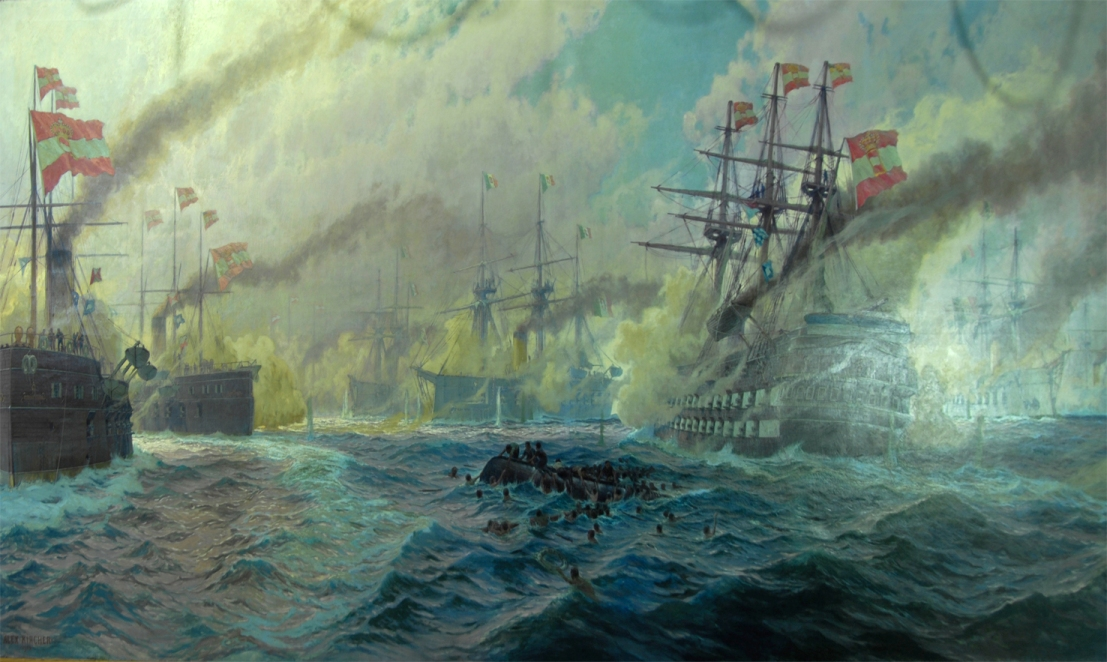
Die Seeschlacht bei Lissa 1866 (1918)
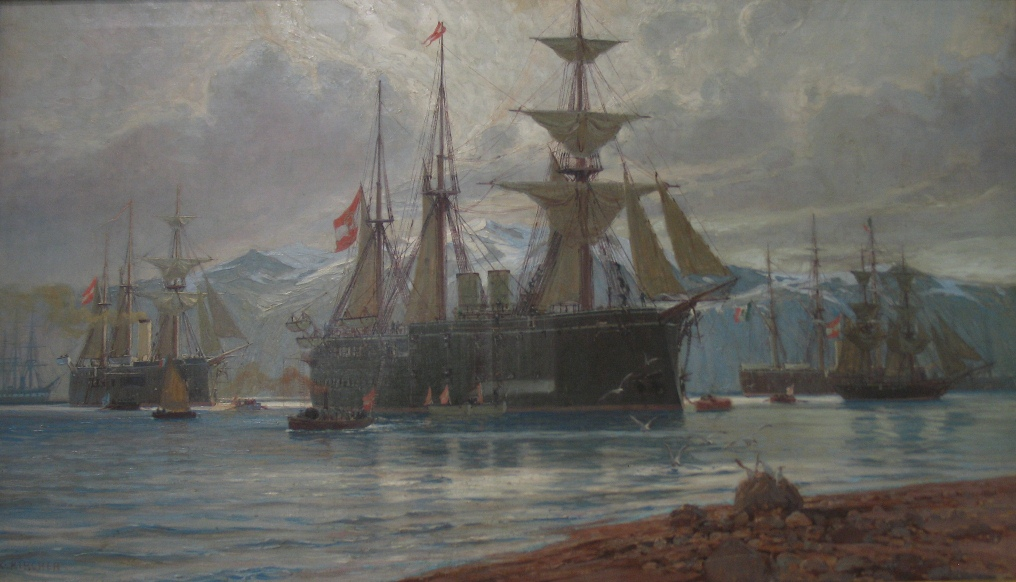
Internationale Flottendemonstration im Raum Dulcigno/Ulcinj (Süddalmatien)
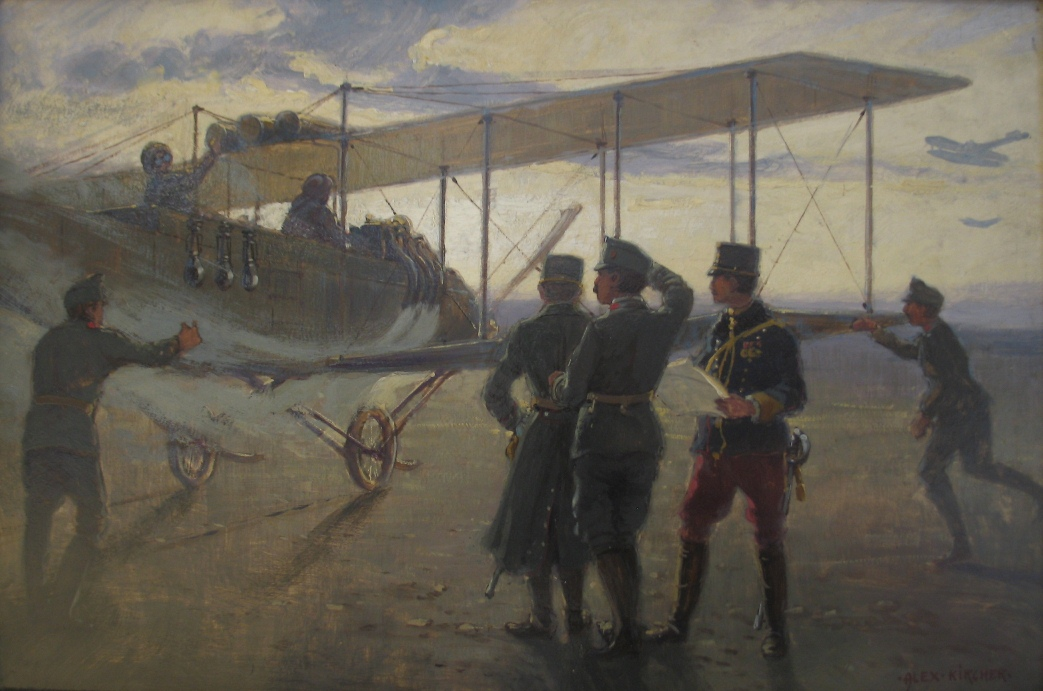
Aeroplan vor dem Abflug
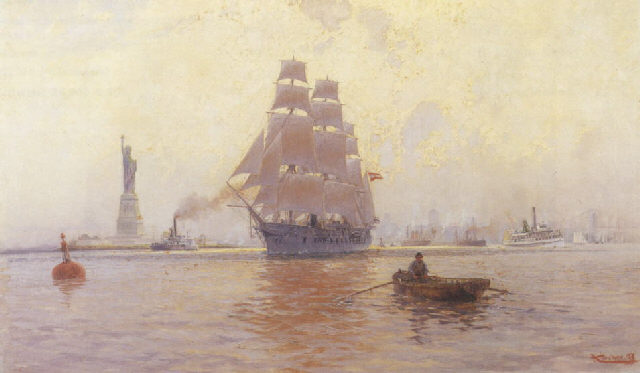
Segelschiff vor der Freiheitsstatue im Hafen von New York 1897
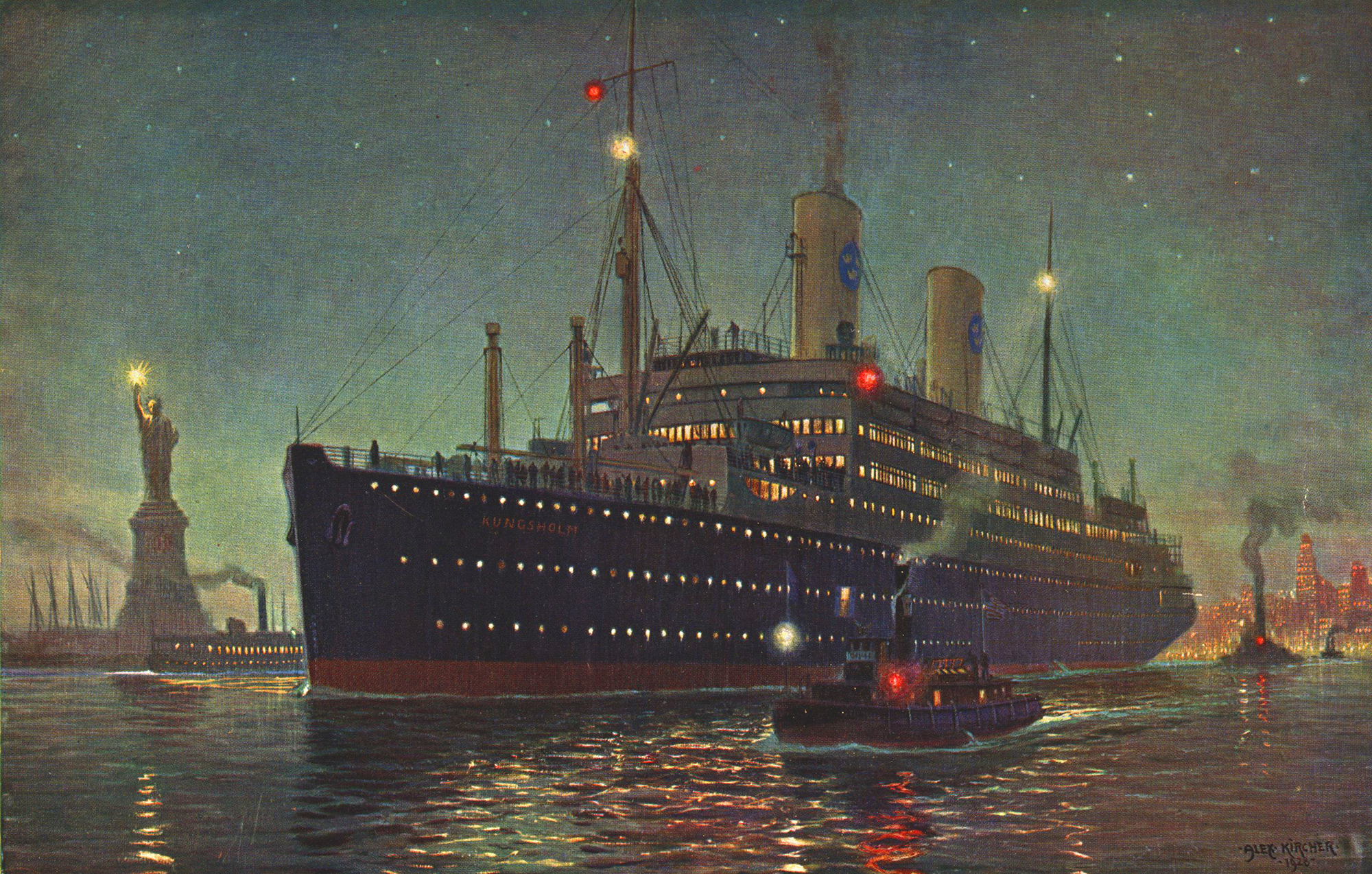
Passagierschiff Kungsholm der Schwedisch-Amerika-Linie beim Verlassen von New York im Jahr 1928
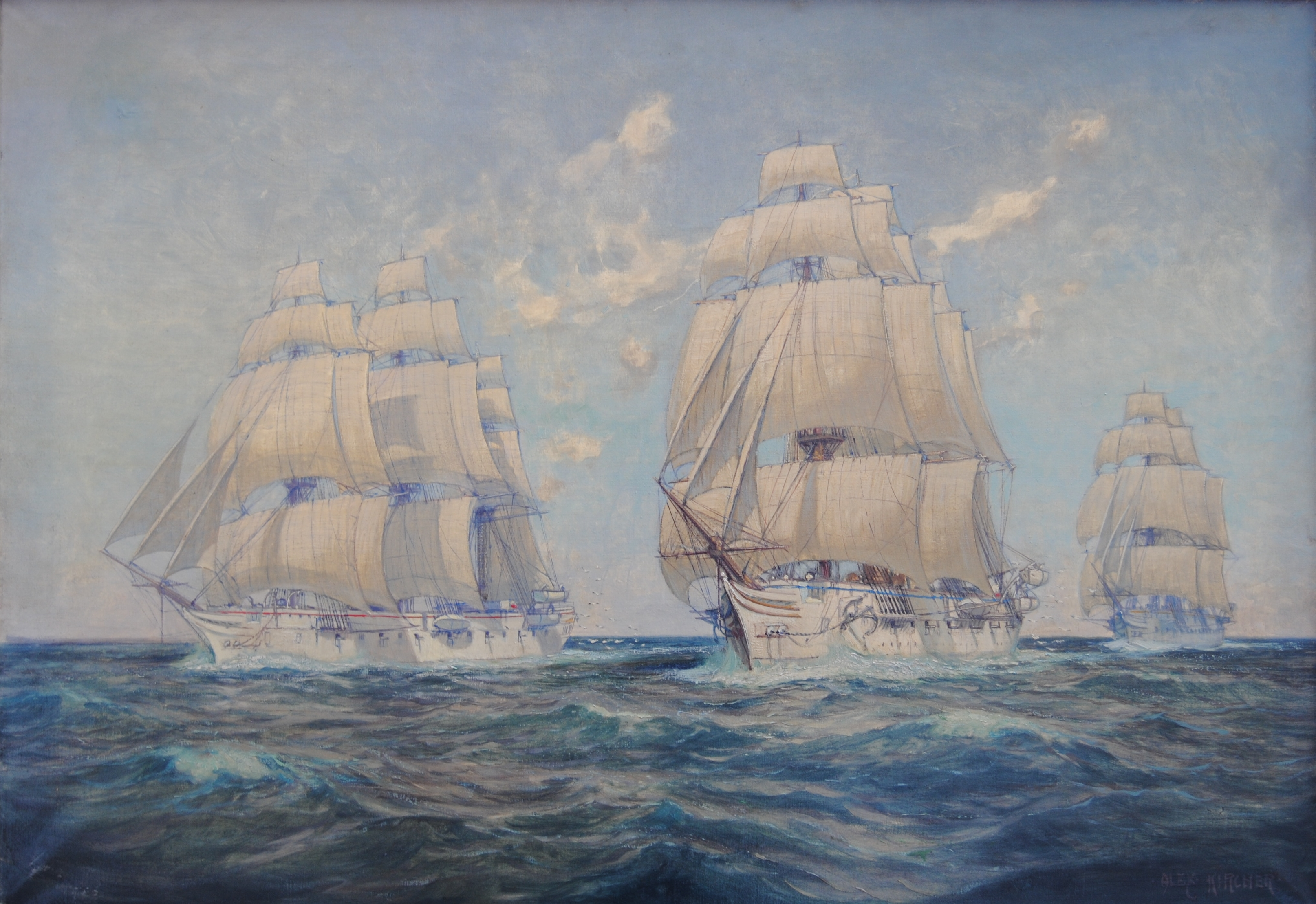
Die Schulschiffe der Kaiserlichen Marine Stosch, Stein und Gneisenau 1896
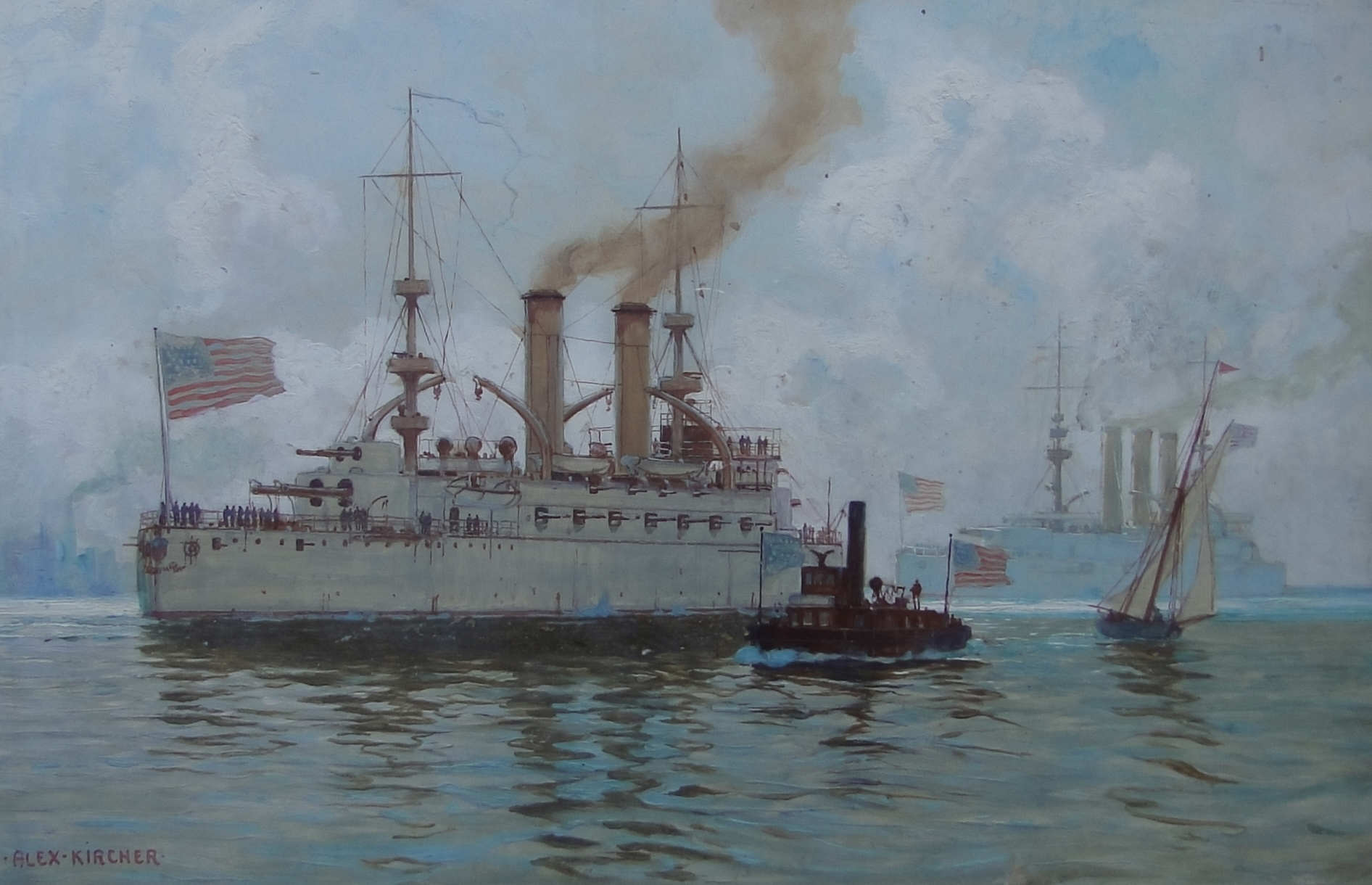
Die USS Kentucky, ein Schlachtschiff der Großen weißen Flotte 1908 auf Weltreise
Voralpenlandschaft mit einem Fluss und pflügendem Bauer
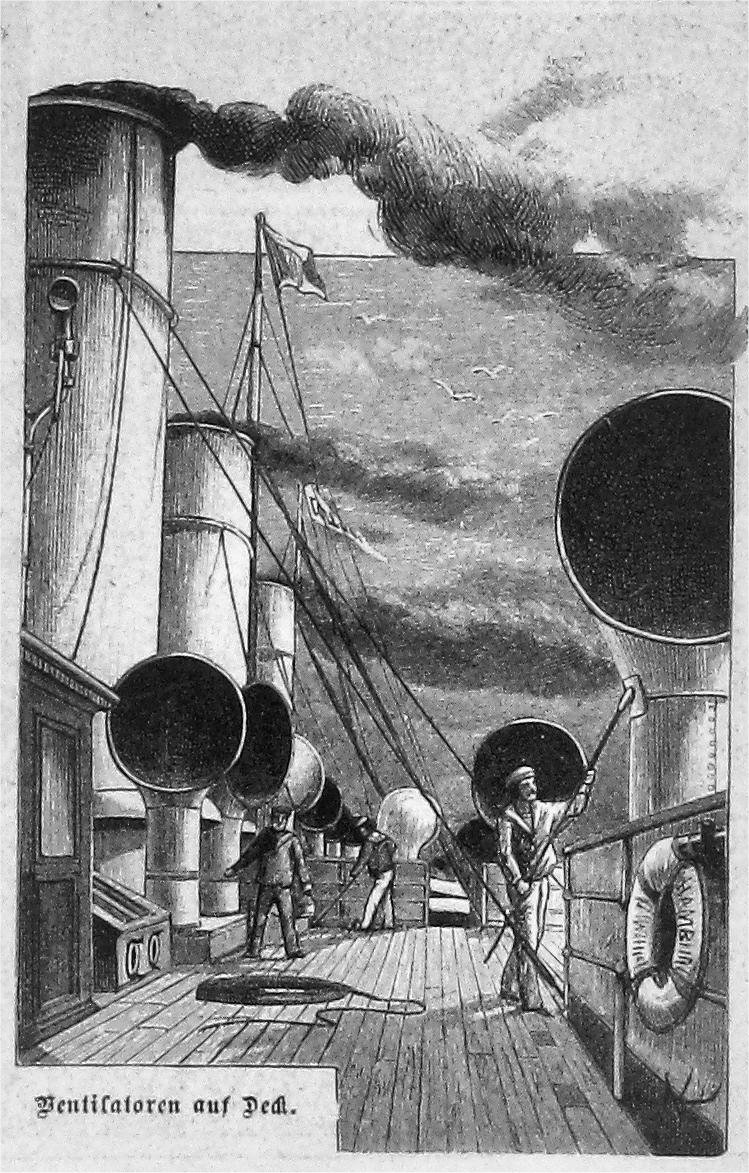
Am Oberdeck des Schnelldampfers Columbia (Zeitschrift Die Gartenlaube, Handzeichnung 1890)

### Geplündertes Kunstwerk

LZ 127 mit dem russischen Eisbrecher Malygin, 1931

- Das Original: LZ 127 „Graf Zeppelin“ mit russischem Eisbrecher „Malygin“, 1931, 66,00 × 100,00 cm, gehörte ursprünglich zum Bestand des Reichspostmuseums in Berlin. 1945 nach Ende des Zweiten Weltkrieges kam dieses Bild abhanden.[16] Das Gemälde wurde 2005 bei Cowan’s Auctions[17] in Cincinnati, Ohio USA für 19.550 US$ ersteigert. Das Bild ist seitdem bei Pullman Gallery in London.[18] Eine Rückführung an das Museum für Kommunikation in Frankfurt am Main (Rechtsnachfolger des Reichspostmuseums) ist bisher nicht erfolgt.[19][20]